# Мурело
Мурело (итал. Murello) је насеље у Италији у округу Кунео, региону Пијемонт.
Према процени из 2011. у насељу је живело 672 становника. Насеље се налази на надморској висини од 261 м.

## Становништво
Према резултатима пописа становништва 2011. у општини је живело 962 становника.
| 1931. | 1936. | 1951. | 1961. | 1971. | 1981. | 1991. | 2001. | 2011. |
| ----- | ----- | ----- | ----- | ----- | ----- | ----- | ----- | ----- |
| 1.499 | 1.483 | 1.428 | 1.172 | 1.026 | 967   | 946   | 899   | 962   |